# Hans Rinn
Hans Rinn (Langewiesen, 19 maart 1953) is een voormalig Oost-Duits rodelaar. 
Rinn werd in 1973 wereldkampioen individueel. In het dubbel veroverde hij samen met Norbert Hahn de zilveren medaille achter hun landgenoten Horst Hörnlein en Reinhard Bredow. In 1975 werd Rinn wereldkampioen in het dubbel met Hahn. Tijdens de Olympische Winterspelen 1976 won Rinn de olympische titel in het dubbel samen met zijn vaste partner Hahn en individueel won Rinn de bronzen medaille. Tijdens de wereldkampioenschappen 1977 prolongeerden Rinn en Hahn hun wereldtitel in het dubbel. Tijdens de Olympische Winterspelen 1980 in het Amerikaanse Lake Placid prolongeerden Rinn en Hahn hun olympische titel, dit was de eerste maal dat een olympische titel rodelen werd geprolongeerd.

## Resultaten

### Wereldkampioenschappen
| Jaar | Plaats       | Resultaat            |
| ---- | ------------ | -------------------- |
| 1973 | Oberhof      | individueel · dubbel |
| 1974 | Königssee    | individueel          |
| 1975 | Hammarstrand | dubbel               |
| 1977 | Igls         | individueel · dubbel |
| 1978 | Imst         | dubbel               |
| 1979 | Königssee    | dubbel               |

### Olympische Winterspelen
| Jaar | Plaats      | Resultaat            |
| ---- | ----------- | -------------------- |
| 1976 | Innsbruck   | individueel · dubbel |
| 1980 | Lake Placid | uitgevallen · dubbel |

1964: Josef Feistmantl / Manfred Stengl ·
1968: Klaus-Michael Bonsack / Thomas Köhler ·
1972: Paul Hildgartner / Walter Plaikner & Horst Hörnlein / Reinhard Bredow ·
1976: Hans Rinn / Norbert Hahn ·
1980: Hans Rinn / Norbert Hahn ·
1984: Hans Stanggassinger / Franz Wembacher ·
1988: Jörg Hoffmann / Jochen Pietzsch ·
1992: Stefan Krauße / Jan Behrendt ·
1994: Kurt Brugger / Wilfried Huber ·
1998: Stefan Krauße / Jan Behrendt ·
2002: Patric Leitner / Alexander Resch ·
2006: Andreas Linger / Wolfgang Linger ·
2010: Andreas Linger / Wolfgang Linger ·
2014: Tobias Wendl / Tobias Arlt ·
2018: Tobias Wendl / Tobias Arlt ·
2022: Tobias Wendl / Tobias Arlt